# Фумаровая кислота
Фума́ровая кислота — химическое соединение с формулой HO2CCH=CHCO2H. Является транс-изомером, цис-изомер — малеиновая кислота. Кристаллы имеют фруктовый вкус. Соли и эфиры фумаровой кислоты называются фумаратами.
При использовании в качестве пищевой добавки обозначается индексом E297.

## Биология
Фумаровая кислота обнаружена в растении аптечная дымянка (Fumaria officinalis), лишайниках и «исландском мхе».
Фумарат является интермедиатом в цикле Кребса. Он образуется при окислении сукцината ферментом сукцинатдегидрогеназой и далее превращается в малат ферментом фумаразой. Кожа человека образует фумарат при действии солнечного света.
Фумарат также является побочным продуктом цикла мочевины.

## Получение
Впервые фумаровая кислота была получена из янтарной кислоты. 
Традиционный метод синтеза включает в себя стадии окисления фурфурола хлоратом натрия в присутствии ванадиевого катализатора. 
В настоящее время промышленный синтез фумаровой кислоты осуществляется путём каталитической изомеризации малеиновой кислоты в водных растворах.

## Применение

### В медицине
Эфиры фумаровой кислоты применяют для лечения псориаза, дневная доза 60-105 мг, и повышается до 1300 мг в день. Натриевая соль фумаровой кислоты входит в состав препаратов конфумин и мафусол.

## Продукты питания
Как подкислитель фумаровая кислота применяется в пищевой промышленности с 1946 года. Нетоксична. Обычно используется при приготовлении напитков и выпечки. Используется как заменитель винной кислоты и часто вместо лимонной кислоты (для достижения одинакового вкусового эффекта требуется 0,91 г фумарата вместо 1,36 г цитрата). Наряду с яблочной кислотой используется в изготовлении леденцов как подкислитель.